# Bastardei
I bastardei sono un prodotto agroalimentare tradizionale della Lombardia, consistente in salamini in budello naturale di carne mista bovina e suina. È prevista solo l'aggiunta di sale, salnitro e spezie, in particolare del pepe. È prodotto nel territorio della Valchiavenna in provincia di Sondrio.
La lunghezza è di 15 cm e il diametro di 4 cm; la stagionatura dura 20/25 giorni.